# Stillmatic
Stillmatic – piąty studyjny album amerykańskiego rapera Nasa. Został wydany w grudniu 2001 roku. Album okazał się sukcesem, sprzedano ponad 1 700 000 egzemplarzy.

## Lista utworów
| Nr | Tytuł                              | Czas | Wykonawcy                               | Producent(ci)          | Sample |
| -- | ---------------------------------- | ---- | --------------------------------------- | ---------------------- | --- |
| 1  | "Stillmatic (The Intro)"           | 2:11 | Nas                                     | Hangmen 3              | - Sample z utworu "Let Me Be Your Angel" Stacy Lattisaw |
| 2  | "Ether"                            | 4:37 | Nas                                     | Ron Browz              | - Sample z utworu "Knuckleheadz", Raekwona - Sample z utworu "Fuck Friendz", 2Paca - Sample z utworu "Who Shot Ya?", The Notorious B.I.G.                                                         |
| 3  | "Got Ur Self A..."                 | 3:48 | Nas                                     | Megahertz Music Group  | - Sample z utworu "Woke Up This Morning", Alabama 3 |
| 4  | "Smokin'"                          | 3:47 | Nas                                     | Nas & Precision        | |
| 5  | "You're Da Man"                    | 3:26 | Nas                                     | Large Professor        | - Sample z utworu "Sugar Man", Rodriguez - Sample z utworu "Theme from Exodus", napisany przez Pat Boone & Ernest Gold - Sample z utworu "Am Fenster", German band City                           |
| 6  | "Rewind"                           | 2:13 | Nas                                     | Large Professor        | - Sample z utworu "It's Yours", T La Rock, napisany przez Ricka Rubina & Kevina Keatona - Sample z utworu "Monkey Island", The J. Geils Band - Sample z utworu "I’m Not Rough", The J. Geils Band |
| 7  | "One Mic"                          | 4:28 | Nas                                     | Nas & Chucky Thompson  | - Sample z utworu "In the Air Tonight", Phil Collins - Sample z utworu "I’m Gonna Love You Just a Little More Baby" (Drums), Barry White                                                          |
| 8  | "2nd Childhood"                    | 3:51 | Nas                                     | DJ Premier             | - Sample z utworu "Born to Love", Peabo Bryson & Roberta Flack, napisany przez Peabo Brysona - Sample z utworu "Da Bridge 2001", QB’s Finest - Sample z utworu "N.Y. State of Mind Pt. II", Nasa  |
| 9  | "Destroy & Rebuild"                | 5:24 | Nas                                     | Baby Paul & Mike Risko | - Sample z utworu "The Bridge is Over", Boogie Down Productions, napisany przez Lawrence Parkera & Scott La Rock                                                                                  |
| 10 | "The Flyest"                       | 4:38 | Nas (feat. AZ)                          | L.E.S.                 | - Sample z utworu "Night Moves", Franka McDonalda & Chrisa Rae - Sample z utworu "Child of Tomorrow", Badder Than Evil                                                                            |
| 11 | "Braveheart Party"                 | 3:43 | Nas (feat. Mary J. Blige, Jungle & Wiz) | Swizz Beatz            | |
| 12 | "Rule"                             | 4:32 | Nas (feat. Amerie)                      | Trackmasters           | - Sample z utworu "Everybody Wants to Rule the World", Tears for Fears, napisany przez Chris Hughes, Roland Orzabal, & Ian Stanley                                                                |
| 13 | "My Country"                       | 5:12 | Nas (feat. Millennium Thug)             | Lofey                  | |
| 14 | "What Goes Around"                 | 4:59 | Nas (feat. Keon Bryce)                  | Salaam Remi            | |
| 15 | "Every Ghetto"                     | 3:28 | Nas (feat. Blitz)                       | L.E.S.                 | - Sample z utworu "Main Title" (The Eiger Sanction), Johna Williamsa |
| 16 | "No Idea's Original (Bonus Track)" | 4:04 | Nas                                     | The Alchemist          | |
| 17 | "Everybody’s Crazy (Bonus Track)"  | 3:40 | Nas                                     | Rockwilder             | |

## Notowania
Album
| Notowanie (2002)            | Najwyższa pozycja |
| --------------------------- | ----------------- |
| U.S. Billboard 200          | 5                 |
| U.S. Top R&B/Hip Hop Albums | 1                 |

Single
| Rok  | Tytuł              | Najwyższa pozycja | Najwyższa pozycja                | Najwyższa pozycja | Najwyższa pozycja |
| Rok  | Tytuł              | Billboard Hot 100 | Hot R&B/Hip-Hop Singles & Tracks | Hot Rap Singles   | UK Singles Chart  |
| 2002 | "Got Ur Self A..." | 87                | 37                               | 2                 |                   |
| 2002 | "Ether"            | –                 | 50                               | –                 | –                 |
| 2002 | "One Mic"          | 43                | 14                               | 10                | –                 |
| 2002 | "Rule"             | –                 | 67                               | –                 | –                 |